# Secuieni (Bacău)
Secuieni é uma comuna romena localizada no distrito de Bacău, na região de Moldávia. A comuna possui uma área de 93.97 km² e sua população era de 2132 habitantes segundo o censo de 2007.